# Referte (juridisch)
Referte is een conclusie van een procespartij of verdachte, 
inhoudend dat men geen bezwaren tegen een vordering of verzoek kan aanvoeren en het oordeel daarover aan de beslissende rechter overlaat. 
Een referte is ook van belang voor de veroordeling in de kosten van een geding voor de burgerlijke rechter.
Vaak wordt de tegenpartij veroordeeld in de kosten.